# Carmen Sánchez Brufal
María del Carmen Sánchez Brufal (Alacant, 19 de novembre de 1958) és una política i pedagoga valenciana, militant del Partit Socialista del País Valencià (PSPV).
Llicenciada en Pedagogia, ha exercit de pedagoga al Centre de Discapacitats d'Adults d'Alacant des del 1982. Ha estat regidora a l'Ajuntament d'Alacant des de 1995 a 2003 en una primera etapa, i des de 2007 fins al 2011. A les eleccions a les Corts Valencianes de 2003 fou la segona a la llista del PSPV per Alacant. Un any abans, fou candidata a les eleccions primàries celebrades al si de l'agrupació socialista alacantina per tal de triar al candidat a l'alcaldia. Una elecció que es va resoldre a favor de Blas Bernal.
A la darrera etapa com a regidora, Sánchez Brufal fou la portaveu del grup socialista entre el novembre de 2010 i el maig de 2011, després que l'anterior portaveu Roque Moreno renunciara al vore's implicat al cas Brugal. Deixà la política després de les eleccions locals de 2011 farta dels enfrontaments interns al PSPV d'Alacant.